# Chevrolet WTCC Ultra
O Chevrolet WTCC Ultra é um veículo conceitual apresentado pela Chevrolet no Paris Motor Show de 2006. É equipado com um motor turbodiesel common rail de 190cv.